# Wilhelmine von Hillern
Wilhelmine von Hillern (Monaco di Baviera, 11 marzo 1836 – Aschau im Chiemgau, 15 dicembre 1916) è stata un'attrice e scrittrice tedesca.
Era figlia della scrittrice Charlotte Birch-Pfeiffer. Cresciuta a Berlino, divenne attrice a Gotha nel 1854, e sposò il celebre giurista e drammaturgo Hermann von Hillern a Friburgo nel 1857. Suo marito morì l'8 dicembre 1882. In seguito, ella visse principalmente a Oberammergau e Tutzing.
I romanzi e i racconti principali furono scritti negli anni 1860 e 1870. Uno di essi, Höher als die Kirche, un racconto ambientato a Friburgo negli anni della Riforma protestante, scritto nel 1877, divenne famoso soprattutto in America in quanto si usava come libro di testo per gli studenti di tedesco. Si tratta comunque di un lavoro minore rispetto ai romanzi.

## Vita e opere

### Gli anni giovanili
Wilhelmine von Hillern era l'unica figlia dell'attrice e scrittrice Charlotte Birch-Pfeiffer e dello scrittore, drammaturgo e critico teatrale Christian Andreas Birch. Ricevette un'accurata istruzione privata. Suo padre le insegnò le lingue, la musica e la letteratura. Gli idoli dell'infanzia e della gioventù, che in parte conobbe in casa dei genitori, erano tra gli altri Helene von Hülsen, Gustav Heinrich Gans Edler di Putlitz, Julius Rodenberg, Gustav Freytag, Friedrich von Flotow e Jenny Lind, che, secondo quanto disse lei stessa nel 1905, «rimarrà sempre il più alto ideale femminile». Era inoltre amica dello scrittore Felix Dahn.
Wilhelmine von Hillern poté visitare un teatro per la prima volta solo all'età di dodici anni. Fu entusiasmata dalla recitazione degli attori Bogumił Dawison e Rachel e decise, contro il volere della madre, di diventare ella stessa attrice. Sotto la protezione dell'amica Alexandrine von Baden cominciò la sua carriera al Teatro di Corte di Gotha nel 1853. Gli anni seguenti la videro ospite, tra gli altri, dei Teatri di Corte di Braunschweig, Karlsruhe, Berlino e dei Teatri comunali di Amburgo e Francoforte. Nel 1856 ottenne una scrittura al Teatro di Corte e Nazionale di Mannheim, divenne attrice di Corte e Nazionale del Granducato di Baden, e prese parte, tra l'altro, alla prima rappresentazione del poema drammatico Die Huldigung des Landes di Hermann von Hillern di Karlsruhe. Iniziò con lui una relazione amorosa segreta ed era già «sul punto di diventare una Rachel tedesca» quando ne rimase incinta.
Nel 1857 sposò von Hillern, che più tardi divenne presidente del tribunale di Friburgo, e la sua carriera teatrale ebbe termine. Il figlio di Wilhelmine, il cui concepimento illegittimo era scandaloso per quei tempi e che quindi sarebbe stato necessario tenere nascosto, morì tredici giorni dopo la nascita. Secondo certe voci la morte era stata causata da una volontaria malnutrizione, e questo condusse all'allontanamento forzato di von Hillern da Friburgo. Dal matrimonio nacquero tre figlie, una delle quali, Hermine Diemer, nata nel 1859, divenne anche scrittrice.
Nel 1865 Wilhelmine pubblicò il suo primo romanzo, Doppelleben, che venne accolto positivamente dal pubblico, come anche il seguente, Ein Arzt der Seele, del 1869. Il romanzo Aus eigener Kraft apparve nel 1870 sulla popolare rivista Die Gartenlaube, e venne pubblicato come libro nel 1872.

### Die Geier-Wally
Il più grande successo di Wilhelmine von Hillern fu il romanzo del 1875 Die Geier-Wally, che deriva da un aneddoto della gioventù della pittrice Anna Stainer-Knittel, di cui la scrittrice era venuta a conoscenza a Innsbruck nel 1870. All'età di 17 anni, la Steiner-Knittel, appesa ad una fune, aveva estratto da una parete di roccia un nido d'avvoltoio, una cosa comune per la difesa delle greggi di pecore, ma solitamente di competenza maschile. La von Hillern creò da questo caso reale un'opera classificabile come Heimatroman (un genere letterario che amava le ambientazioni regionalistiche e i temi popolari), in cui la protagonista Walburga si nega alle convenzioni della femminilità e trascorre la giovinezza come un maschiaccio nella rude natura.
Il romanzo venne tradotto in otto lingue poco dopo la sua apparizione e dopo la guerra franco-prussiana del 1870/71 fu il primo romanzo tedesco a venire tradotto in Francia, prima come estratto nella Revue de deux Mondes, quindi presso Hachette (con il titolo La fille au Vautour). Nel 1880 Wilhelmine von Hillern derivò dal romanzo un pezzo teatrale con lo stesso titolo, che dal 1881 fu rappresentato in numerosi teatri tedeschi. Nel XX secolo il romanzo fu usato come base per alcuni film.
Da questo romanzo, Luigi Illica trasse il libretto per l'opera La Wally con musica di Alfredo Catalani, andata in scena al Teatro alla Scala di Milano nel settembre del 1892 diretta da Arturo Toscanini, il quale, commosso da quella che Gustav Mahler definì la più bella opera italiana, volle chiamarte Wally sua figlia, nata nel 1898.
In retrospettiva, la von Hillern stimò questo romanzo essere piuttosto mediocre rispetto alle sue opere successive, nelle quali vedeva «problematiche più profonde e più elaborate psicologicamente, non confrontabili con l'impulso creativo giovanile».

### Gli anni di Oberammergau e la morte
Poco dopo la pubblicazione di Die Geier-Wally, la von Hillern interruppe l'attività letteraria per prendersi cura del marito gravemente malato, che morì nel 1882. Nel 1883 si trasferì ad Oberammergau presso Hermine Diemer, dove frequentò i più alti circoli aristocratici e si fece costruire un castello. Lavorò con Alfredo Catalani al libretto dell'opera La Wally, che fu rappresentata a Milano nel 1892. L'ultimo lavoro, Ein Sklave der Freiheit, apparve nel 1903. Un anno più tardi, nell'abbazia di Ettal, si convertì al cattolicesimo. Vendette il castello nel 1910 e nel 1911 si trasferì a Hohenaschau, dove morì nel 1916.

## Percorso letterario, stile, importanza
Le prime opere di Wilhelmine von Hillern sono romanzi di intrattenimento e pezzi teatrali di carattere Biedermeier. Intorno al 1900 la sua scrittura si inclinò verso uno stile regionalistico e di montagna, nel quale sono presenti gli influssi di Felix Dahn e Berthold Auerbach. Dopo il 1900 si trovano nelle sue opere anche chiari riferimenti religiosi.
Secondo Gisela Bisterfeld «la lingua dei suoi romanzi ha un debole per gli effetti forti e la drammaticità; tuttavia riesce raramente ad andare oltre gli stereotipi. Il mito del sangue e della terra attraversa le sue opere».
Anche le commedie ebbero un grande successo di pubblico presso i contemporanei. Ein Autographensammler e Die Augen der Liebe, in particolare, ebbero diverse centinaia di rappresentazioni nei teatri di Dresda e Berlino.

## Elenco delle opere

### Romanzi
- Doppelleben ("Doppia vita", in 2 volumi, 1865)
- Ein Arzt der Seele ("Un dottore dell'anima", satira sulle donne con pretese da intellettuale, in 4 volumi, 1869)
- Aus eigener Kraft ("Con le proprie forze", 1872)
- Die Geier-Wally. Eine Geschichte aus den Tyroler Alpen ("Wally dell'avvoltoio. Una storia dalle Alpi Tirolesi", 1875)
- Ernestine (1879)
- Jugendträume ("Sogni di gioventù", 1881)
- Aus eigener Kraft ("Con le proprie forze", in 3 volumi, 1886–87)
- Am Kreuz. Ein Passionsroman aus Oberammergau ("In croce. Romanzo di passione da Oberammergau", 1890)
- Ein alter Streit. Roman aus dem bayerischen Volksleben der sechziger Jahre ("Un vecchio litigio. Romanzo di vita popolare bavarese degli anni sessanta", 1898)
- Der Gewaltigste ("Il più potente", 1901)
- Ein Sklave der Freiheit ("Uno schiavo della libertà", 6 libri, 1903)

### Racconti
- Höher als die Kirche ("Più alto della chiesa", 1877)
- Und sie kommt doch! Erzählung aus einem Alpenkloster des dreizehnten Jahrhunderts ("Ecco, lei viene. Racconto da un convento delle Alpi nel tredicesimo secolo", 1879)
- Der Skalde (Poema epico, 1882)
- Die Friedhofsblume (1883)
- Höher als die Kirche. Eine Erzählung aus alter Zeit ("Più alto della chiesa. Racconto dai tempi antichi", 1886)
- s'Reis am Weg (1897)

### Teatro
- Ein Autographensammler ("Un collezionista di autografi", commedia in un atto, 1870)
- Guten Abend, Bluette ("Buonasera, Bluette", dramma in un atto, 1872)
- Die Augen der Liebe ("Gli occhi della vita", commedia in 3 atti, 1878)
- Die Geier-Wally ("Wally dell'avvoltoio", dramma in 5 atti, 1880)
- Die Klötze von Rofen (preludio a Die Geier-Wally, 1880)